# 牧野区
牧野区（ぼくや-く）は中華人民共和国河南省の新郷市に位置する市轄区。

## 行政区画
- 街道:東幹道街道、栄校路街道、北幹道街道、花園街道、衛北街道、新輝路街道、和平路街道
- 鎮:王村鎮、牧野鎮